# Operazione Fishbowl
La serie di test nucleari denominata Operazione Fishbowl si riferisce ai 10 test nucleari condotti dagli Stati Uniti d'America nei cieli sovrastanti l'atollo Johnston, appartenente agli stessi USA, dal 9 luglio al 4 novembre 1962.
In alcune trattazioni, una serie di test condotti con ordigni fatti esplodere ad alta quota grazie a missili lanciati dall'isola Johnston e nota come "serie Fishbowl", viene considerata parte dell'Operazione Dominic, mentre in altre si considera questa serie come appartenente a un'operazione a sé stante, ossia l'Operazione Fishbowl, che contò un totale di 10 test, di cui solo 5 effettivamente realizzati.

## Introduzione
L'Operazione Fishbowl ebbe luogo in un periodo della Guerra Fredda in cui la tensione tra Stati Uniti d'America e Unione Sovietica era particolarmente alta, essendo trascorso appena poco più di un anno dal fallito tentativo di rovesciare il governo di Fidel Castro a Cuba, messo in atto dalla CIA e noto come invasione della baia dei Porci. Il 30 agosto 1961, poi, Nikita Chruščëv aveva dichiarato la fine di una moratoria dei test nucleari durata tre anni e, due giorni dopo, l'URSS aveva sganciato la bomba Tsar in quello che fu il test nucleare più potente di tutti i tempi. L'amministrazione statunitense, presieduta da John F. Kennedy, rispose autorizzando l'esecuzione dell'Operazione Dominic, che fu svolta tra il 25 aprile e il 30 ottobre 1962 e che fu la serie di test nucleari di maggior potenza complessiva, nonché la più articolata ed elaborata, mai condotta dagli Stati Uniti d'America. Essa fu inoltre anche l'ultima serie di test atmosferici da essi condotta; con la firma del Trattato sulla messa al bando parziale degli esperimenti nucleari, entrato in vigore dal 10 ottobre 1963, infatti, gli unici test nucleari effettuabili diventarono quelli sotterranei. Nello stesso periodo dell'Operazione Dominic fu condotta anche l'Operazione Fishbowl, da alcuni considerata una costola della prima, che, nei piani iniziali, avrebbe dovuto essere completata durante la prima metà del 1962, con tre test denominati Bluegill, Starfish e Urraca. In realtà, la rapidità della pianificazione di operazioni molto complesse, richiesta dalla necessità di dare una pronta risposta ai test sovietici, rese necessari molti cambiamenti in corso d'opera e il primo tentativo di test fu ritardato fino al giugno del 1962.
Secondo le direttive, tutti i test dell'operazione dovevano condotti in alta atmosfera, lanciando gli ordigni dall'isola Johnston, nell'oceano Pacifico, che già in precedenza era stata utilizzata come sito di lancio per test nucleari ad alta quota. Dato che già nel 1958 l'allora presidente della Commissione per l'energia atomica statunitense, Lewis Strauss, preoccupato che il lampo delle detonazioni notturne ad alta quota potesse accecare i civili che vivevano sulle isole vicine, si era opposto a qualsiasi test ad alta quota nei luoghi che erano stati utilizzati per precedenti test nucleari nel Pacifico, i missili nucleari dell'operazione Fishbowl furono lanciati verso sud-ovest, in modo che le detonazioni fossero più lontane possibile dalle isole Hawaii.
Durante le prime fasi della pianificazione dell'operazione, venne aggiunto un quarto test, denominato Kingfish, mentre altri due test a basso potenziale furono inseriti a progetto ormai partito: il Checkmate e il Tightrope. 

## Scopi

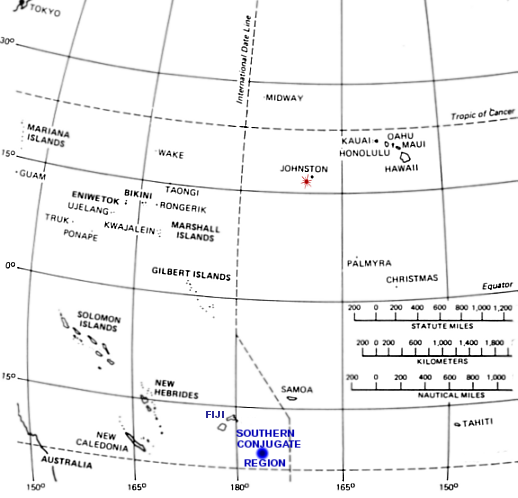
Il segno rosso a sud-ovest dell'isola Johnston indica il punto in cui sono grossomodo avvenute tutte le esplosioni dei test dell'Operazion Fishbowl (in particolare il punto indicato in questo caso è quello della detonazione del test Starfish Prime), mentre il punto blu, a sud-ovest delle isole Figi, indica la regione magnetica coniugata dov'era attesa la formazione delle aurore supplementari dovute alle esplosioni, e dove queste furono effettivamente osservate. La regione coniugata meridionale non è esattamente a sud del punto di detonazione poiché le linee del campo magnetico terrestre non seguono l'esatta direttrice nord-sud geografica.

Già nel 1958 gli Stati Uniti avevano condotto sei test nucleari ad alta quota, tre nel corso dell'Operazione Hardtack I e tre nel corso dell'Operazione Argus, tuttavia questi sollevarono tutta una serie di domande, tant'è che, secondo quanto scritto nel rapporto del governo statunitense ADA955694 sul primo test riuscito della serie Fishbowl: "I precedenti test nucleari ad alta quota: Teak, Orange e Yucca, più i tre test ARGUS sono stati scarsamente equipaggiati ed eseguiti frettolosamente. Nonostante studi approfonditi dei pochi dati ottenuti, i modelli attuali di questo genere di esplosioni sono approssimativi e provvisori. Questi modelli sono troppo incerti per consentire l'estrapolazione degli effetti ad altre altitudini con una certa sicurezza. C'è quindi una grande necessità, non solo di una migliore strumentazione, ma di ulteriori test che coprano una vasta gamma di altitudini e potenze rilasciate."
In particolare, erano tre i fenomeni che richiedevano maggior approfondimento:
1 - L'impulso elettromagnetico generato da un'esplosione nucleare ad alta quota sembrava presentare differenze molto significative rispetto a quello generato da esplosioni nucleari più vicine alla superficie.
2 - La comparsa di aurore associate alle esplosioni nucleari ad alta quota, e in particolare di quelle aurore che apparivano quasi istantaneamente lontano dal punto dell'esplosione, nell'emisfero opposto, non era ancora stata del tutto spiegata. Allo stesso modo, poco compresa era la natura di quelle che sembravano essere fasce simili alle fasce di Van Allen inizialmente generate lungo le linee del campo magnetico che collegavano le aree delle manifestazioni aurorali.
3 - Le aree di blackout delle comunicazioni radio dovevano essere comprese in modo molto più dettagliato, poiché si riteneva che tali informazioni avrebbero potuto giocare un ruolo fondamentale per le operazioni militari condotte nelle ore successive a possibili esplosioni nucleari.
Per raccogliere i dati, tutti i test dell'operazione furono monitorati da un gran numero di 
stazioni superficiali e aeree disposte in un ampio raggio attorno ai punti delle detonazioni nonché nell'emisfero australe, nella regione delle Isole Samoa che, per questi test, era stata denominata "regione meridionale coniugata", dato che l'isola Johnston, così come tutti i punti di detonazione, era situata nell'emisfero boreale. Inoltre, onde ricavare il maggior numero di dati possibile dallo spettro delle aurore, si preferì condurre i test di notte, quando le condizioni per ottenere fotografie di quei fenomeni sono migliori. Ciò fu possibile grazie alla posizione remota dell'isola Johnston, che fornì la possibilità di fare il contrario di quanto fatto ad esempio dai sovietici nel Progetto K, che vide la realizzazione di test nucleari ad alta quota in pieno giorno così da evitare danni agli occhi della popolazione del Kazakistan centrale, nei cui cieli furono fatti detonare gli ordigni.
Stando a quanto affermato in un testo di riferimento sugli effetti delle armi nucleari edito dal dipartimento della difesa statunitense riguardo alle sopraccitate aurore, nel corso dei test ad alta quota condotti nel 1958 e nel 1962 sempre nei pressi dell'isola Johnston era stato osservato che le particelle particelle beta, aventi solitamente carica negativa, e altri ioni più pesanti rilasciati dalle esplosioni nucleari rientravano nell'atmosfera viaggiando su una traiettoria a spirale lungo le linee del campo magnetico terrestre. Il rientro avveniva in particolare tra l'isola Johnston e le isole Hawaii, nell'emisfero boreale, e presso la regione coniugata, sita nei cieli delle isole Samoa, Figi e Tonga, dando origine a spettacolari aurore che risultavano essere generalmente più intense ad altitudini comprese tra i 50 e i 100 km, quando prodotte dalle particelle beta, e tra i 100 e i 200 km, quando prodotte dagli ioni più pesanti. Data la maggiore velocità delle particelle beta rispetto agli altri ioni prodotti dall'esplosione, poi, le aurore coniugate dovute a tali particelle comparivano nell'emisfero sud una frazione di secondo più tardi rispetto a quelle nell'emisfero in cui si era verificata l'esplosione, e solo se la detonazione era avvenuta a quote superiori ai 50 km, mentre le aurore dovute agli altri ioni più pesanti comparivano in momenti successivi e solo se la detonazione era avvenuta a quote superiori ai 320 km.

## I primi test

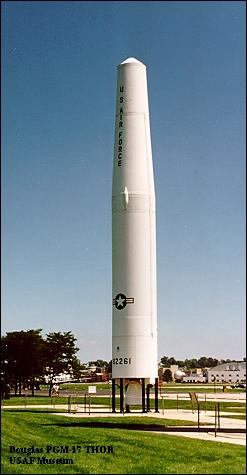
Un missile PGM-17 Thor, molto simile a quelli utilizzati per la conduzione dei test Bluegill, Starfish e Kingfish.

Stando al piano iniziale dell'operazione, i tre test pianificati si sarebbero chiamati Bluegill, Starfish e Urraca, e, in caso di fallimento, la loro ripetizione avrebbe avuto lo stesso nome con in aggiunta la parola "prime". Così, ad esempio, se Bluegill fosse fallito, il tentativo successivo si sarebbe chiamato Bluegill Prime, se anche questo fosse fallito, il successivo si sarebbe chiamato Bluegill Double Prime, e così via.

### Bluegill
Bluegill, il primo test dell'Operazione Fishbowl ebbe luogo il 2 giugno 1962, quando un missile Thor armato con una testata nucleare fu lanciato dall'isola Johnston subito dopo mezzanotte. Sebbene il missile sembrasse seguire la traiettoria normale, il sistema di tracciamento radar ne perse le tracce poco dopo il lancio e, non potendo prevedere se il missile stesse seguendo una traiettoria sicura, gli ufficiali addetti alla sicurezza del perimetro d'azione ne ordinarono la distruzione. Indagini successive rivelarono che il Thor si era in effetti immesso su una traiettoria di volo non corretta. Dato che la testata nucleare andò distrutta senza che avvenisse alcuna detonazione nucleare, il test non fornì alcun dato.

### Starfish
Starfish, il secondo test, fu condotto il 19 giugno 1962 lanciando un missile Thor armato con una testata nucleare dall'isola Johnston poco prima della mezzanotte. Dopo 59 secondi durante i quali il razzo aveva percorso la traiettoria prevista, il motore cedette, fermandosi di colpo, e, quando il Thor iniziò a precipitare e ad andare in pezzi, gli ufficiali addetti alla sicurezza ne ordinarono la distruzione, che avvenne a una quota compresa tra i 9,1 e 10,7 km. Anche in questo caso, la mancata detonazione nucleare non fornì alcun dato.
Alcune parti del missile caddero sull'isola Johnston, da cui il personale non essenziale era stato comunque precedentemente evacuato, ma la maggior parte dei detriti caddero nell'oceano. Nelle due settimane successive, ben 250 di questi ultimi, tra cui alcuni contaminati da plutonio, furono raccolti dai sommozzatori del Navy Explosive Ordnance Disposal and Underwater Demolition Team. 

### Starfish Prime

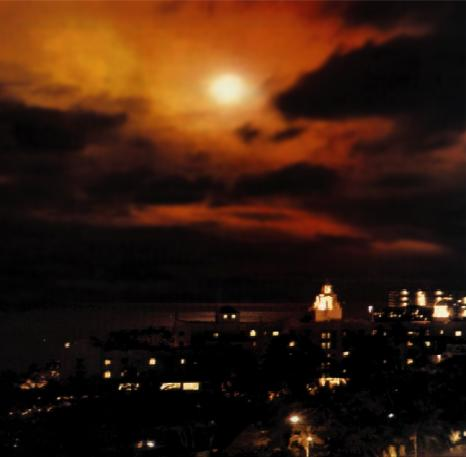
L'esplosione di Starfish Prime osservata dalle Hawaii.

Il terzo test dell'Operazione Fishbowl ebbe luogo l'8 luglio 1962, sempre con l'utilizzo di un missile Thor. Questa volta il lancio ebbe successo, il Thor raggiunse un apogeo di circa 1100 km e la testata fu fatta esplodere durante la sua traiettoria discendente, all'altitudine programmata di 400 chilometri, circa 30 km a sud-ovest dell'isola Johnston e dopo 13 minuti e 41 secondi dal decollo, ossia alle 22:00:09 ora locale.
La potenza rilasciata dall'esplosione fu compresa tra 1,4 e 1,45 megatoni, con una resa molto vicina a quella prevista; quella che invece non fu prevista con precisione fu l'intensità dell'impulso elettromagnetico generato dall'esplosione, che fu così elevata da mandare fuori scala gran parte della strumentazione, causando grandi difficoltà nell'ottenere misurazioni accurate. Tale impulso fu così potente da causare danni a diverse apparecchiature elettriche persino nelle Hawaii, a circa 1445 km di distanza dal punto della detonazione, facendo spegnere circa 300 lampioni e attivando numerosi allarmi antifurto. Inoltre, lo stesso impulso o la cintura di radiazioni generata dalla detonazione, che permase per diversi mesi ad alta quota, causarono anche l'irreparabile danneggiamento di alcuni satelliti, come gli statunitensi TRAAC, Injun 1 e Telstar 1, il britannico Ariel 1 - il primo satellite artificiale del Regno Unito - e il sovietico Cosmos 5, i quali smisero di funzionare immediatamente o entro pochi mesi dall'esplosione.
Dopo la detonazione di Starfish Prime, furono osservate aurore piuttosto intense e diffuse sia nella regione dell'esplosione sia nella regione coniugata meridionale, dalla parte opposta dell'equatore, con il punto più a nord indicato presso l'atollo di French Frigate Shoals, nelle Hawaii nordoccidentali, e il più a sud indicato presso Tongatapu, nelle isole Tonga. Per molti giorni dopo il test, presso l'isola Johnston e French Frigate Shoals fu poi possibile osservare, nelle ore del crepuscolo, una diffusione risonante di luce provocata dal litio e da altri ioni generati dal test, confermando la lunga permanenza in atmosfera di tali elementi.
Il test garantì una vasta mole di dati che fu raccolta sia con l'utilizzo di un totale di 27 razzi sonda lanciati sia prima che dopo il Thor armato con la testata nucleare, sia con il dispiegamento di un gran numero di navi e aerei militari operanti sia nell'area dell'isola Johnston, nella vicina regione del Pacifico settentrionale, sia nella regione coniugata meridionale, vicino alle Isole Samoa. Peraltro, nelle stesse regioni erano presenti anche due navi sovietiche non invitate a presenziare al test.

### Bluegill Prime

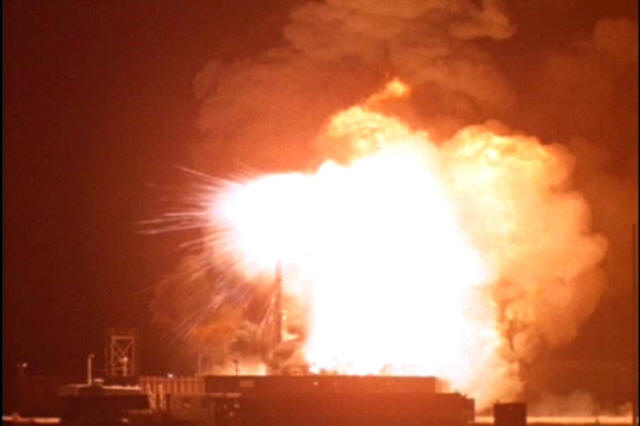
L'esplosione del missile Thor durante il test Bluegill Prime.

Il 25 luglio 1962, fu effettuato un secondo tentativo di far detonare l'ordigno del test Bluegill, tuttavia anche in questo caso un malfunzionamento del razzo vettore provocò il fallimento del test. 
Poco dopo l'invio del comando di accensione, infatti, il blocco di una valvola impedì l'afflusso di ossigeno liquido nella camera di combustione, il motore perse spinta e un'enorme quantità di RP-1 incombusto si riversò nella camera di spinta, accendendosi e provocando un incendio attorno alla base del missile. Con il Thor inghiottito dalle fiamme, l'ufficiale addetto alla sicurezza inviò il comando di distruzione che, facendo esplodere il missile, danneggiò gravemente la rampa di lancio e causò l'esplosione asimmetrica delle cariche circostanti al nocciolo, con una conseguente dispersione nell'area di materiali moderatamente radioattivi che nelle settimane successive rese necessaria una decontaminazione di tutto il perimetro prima che si potesse procedere a qualunque ricostruzione o riparazione.

## Pausa operativa
Dopo il disastroso fallimento di Bluegill Prime, l'autorità governativa decise di fermare il prosieguo dell'Operazione Fishbowl e la maggior parte del personale non attivamente coinvolto nelle operazioni di decontaminazione e ricostruzione del sito di lancio fu fatta tornare presso i propri distaccamenti in attesa della ripresa dei test.

Ciò costrinse il dipartimento della difesa a ripianificare la sequenza dei test, con la cancellazione del test Urraca, onde evitare l'eventuale danneggiamento di altri satelliti, e l'aggiunta di tre nuovi test.
Durante la pausa fu anche realizzato un nuovo sito di lancio, così da scongiurare un nuovo stop dalle operazioni nell'eventualità di un altro incidente.

## La ripresa delle operazioni
Dopo una pausa di quasi tre mesi, dunque, l'Operazione Fishbowl riprese con un nuovo tentativo di condurre il test Bluegill.

### Bluegill Double Prime
Il 15 ottobre 1962, ottantadue giorni dopo il fallimento di Bluegill Prime e circa trenta minuti prima della mezzanotte, fu dunque condotto Bluegill Double Prime, terzo tentativo di condurre il test Bluegill. Anche questa volta il test si concluse con un fallimento poiché, dopo 85 secondi dal lancio, il missile Thor iniziò a roteare fuori controllo e, dopo altri 10 secondi, fu distrutto assieme alla testata tramite un comando da terra inviato dall'ufficiale di sicurezza.

### Checkmate

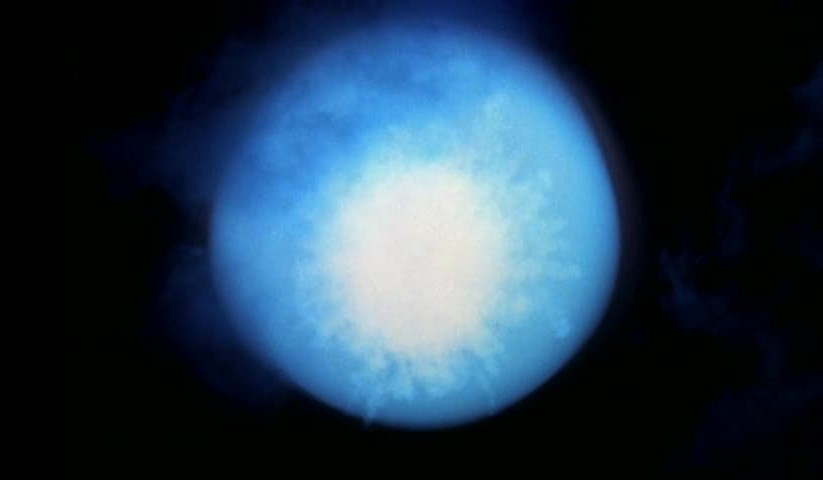
Un'immagine del test Checkmate ripresa dall'isola Johnston.

Il 19 ottobre 1962, circa 90 minuti prima della mezzanotte, fu lanciato un razzo XM-33 Strypi Antares, appositamente progettato e realizzato dai Sandia National Laboratories per il test, armato con una testata nucleare a basso rendimento che fu fatta esplodere un'altitudine di 147 chilometri. Secondo quanto riferito sia, la quota a cui è avvenuta l'esplosione, sia la potenza sprigionata furono molto vicine a quelle desiderate, tuttavia la maggior parte dei documenti ufficiali mantiene riservata l'entità di tale potenza, anche se in un rapporto governativo essa era comunque stata indicata pari a 10 kilotoni.
Per quanto riguarda i fenomeni aurorali, gli osservatori sull'isola Johnston affermarono di aver assistito alla formazione di una regione circolare verde e blu circondata da un anello rosso sangue che permase nei cieli dell'isola per meno di un minuto, venendo sostituita da una serie di striature blu-verdi e rosa, con queste ultime, più persistenti, che sbiadirono dopo circa 30 minuti dall'esplosione. Gli osservatori alle Isole Samoa, invece, riferirono di un lampo bianco che divenne arancione e poi scomparve nel giro di un minuto.

### Bluegill Triple Prime
Il test Bluegill fu tentato per la quarta volta, questa volta con successo, il 25 ottobre 1962. Il razzo Thor utilizzato fu lanciato dall'isola Johnston pochi minuti prima delle ore 23:00 locali, portando in orbita una testata nucleare che esplose nella fase di discesa del missile, a circa 50 km di quota, alle ore 22:59:48 locali, rilasciando una potenza che, secondo la maggior parte degli osservatori del programma nucleare statunitense, fu di circa 400 chilotoni e sicuramente inferiore al megatone.
Nelle analisi successive al test furono registrati due casi di danni alla retina nel personale militare che assistette all'esplosione, e in entrambi i casi la persona non indossava gli adeguati occhiali di protezione atti a proteggere dall'impulso termico dell'esplosione che, da stima, aveva avuto una durata dello stesso ordine di grandezza del periodo naturale di ammiccamento, valutabile in 150 millisecondi per la persona media. I due feriti subirono lesioni di 0,35 e 0,50 mm di diametro, con il primo che, nel giro di sei mesi, riguadagnò acutezza visiva passando da un valore di 20/400 a una valore di 20/25 nella tabella di Snellen tradizionale, e con il secondo che invece non migliorò così tanto, recuperando un'acutezza visiva che non andò oltre i 20/60.

### Kingfish

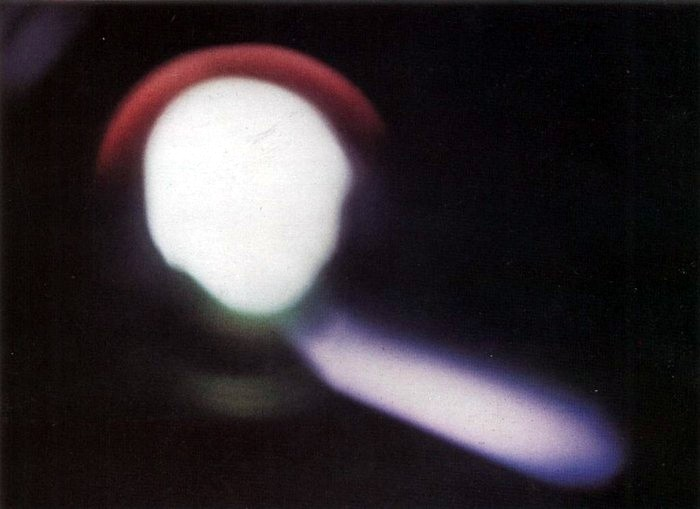
La detonazione del test Kingfish.

La detonazione del test Kingfish avvenne alle 02:10 locali del 1º novembre 1962, portando a quattro il numero di test riusciti. Anche in questo caso, la maggior parte degli osservatori ritiene che l'esplosione, avvenuta alla quota di 96,3 km, abbia rilasciato una potenza pari a 400 chilotoni, e che l'ordigno sia stato dello stesso tipo utilizzato nel test Bluegill Triple Prime, tuttavia un rapporto del governo federale statunitense attribuisce al test una potenza pari a 200 kilotoni.
Secondo il rapporto ufficiale, dopo l'esplosione gli osservatori sull'isola Johnston videro stagliarsi in cielo un cerchio luminoso bianco-giallo da cui irraggiavano strie di colore viola intenso che iniziò a scomparire dopo circa un minuto. Nel contempo, un po' a sud dell'esplosione apparve una luce verde chiara che crebbe mutando colore in grigio-verde, diventando il fenomeno dominante dopo circa 5 minuti e rimanendo visibile per circa tre ore. A Oahu, nelle Hawaii, gli astanti osservarono un lampo luminoso, 10 secondi dopo il quale una grande palla bianca sembrò sollevarsi lentamente dal mare, rimanendo visibile per circa 9 minuti.
Dopo che la maggior parte delle misurazioni degli impulsi elettromagnetici effettuate durante il test Starfish Prime era fallita a causa dell'imprevista intensità dell'impulso, e dato che le modalità di formazione e di propagazione ipotizzate per tale impulso prima dell'Operazione Fishbowl erano state del tutto smentite dall'andamento del test, per i due test Bluegill Triple Prime e Kingfish fu posta particolare attenzione ad ottenere le misurazioni più accurate possibili. Anche grazie ai 29 razzi sonda lanciati nel corso del test Kingfish fu quindi possibile ottenere accurate e tempestive misurazioni dell'emissione di raggi gamma avvenuta durante il test, che funsero da base per l'elaborazione della teoria sulla formazione e sulla propagazione dell'impulso elettromagnetico nucleare ad alta quota utilizzata ancora oggi e sviluppata dal fisico Conrad Longmire, allora impiegato presso i laboratori nazionali di Los Alamos, nel 1963.

### Tightrope
La detonazione dell'ultimo test dell'Operazione Fishbowl, denominato Tightrope, avvenne alle ore 21:30 locali del 2 novembre 1962, ossia alle 07:30 del 3 novembre UTC. Lanciato dall'isola Johnston su un missile Nike-Hercules, l'ordigno fu fatto esplodere a una quota di 21,03 km, la più bassa di tutte quelle sperimentate nel corso dell'operazione, rilasciando una potenza ufficialmente dichiarata di meno di 20 chilotoni, e precisamente di 10 chilotoni stando a un rapporto governativo ufficiale.
Per l'analisi delle conseguenze di Tightrope, che fu l'ultimo test atmosferico condotto dagli Stati Uniti d'America, furono lanciati 7 razzi sonda muniti di strumentazioni scientifiche. Chi osservò l'esplosione dall'isola Johnston affermò di aver assistito a un bagliore così intenso da essere impossibile da guardare anche solo per pochi secondi nonostante l'utilizzo degli appositi occhiali, e di aver avvertito una distinta sensazione di calore sulla pelle. Dopo l'esplosione, nel cielo si formò un disco giallo-arancione che si trasformò poi in una specie di anello violaceo, che si dissolse poi portando a una flebile nuvola viola che permase per alcuni minuti.

## Test
| Nome                               | Data e ora (UT)            | Fuso orario locale | Sito | Altitudine + quota | Modalità, Scopo                                                 | Tipo di ordigno | Potenza | Fonti                       | Note |
| ---------------------------------- | -------------------------- | ------------------ | --- | ------------------ | --------------------------------------------------------------- | --------------- | ------- | --------------------------- | --- |
| Bluegill (Cancellato)              | 2 giugno 1962              | JAMT (-11 ore)     | Isola Johnston, atollo Johnston | 0                  | Esplosione in alta atmosfera con missile, sviluppo di armamenti | W50             |         | [ 14 ] [ 15 ] [ 16 ] [ 17 ] | Primo tentativo del test Bluegill, fallito per un problema al razzo vettore di cui si perse la traccia radar pochi minuti dopo il lancio e che fu quindi fatto esplodere assieme alla testata nucleare senza che avvenisse alcuna detonazione nucleare.                                     |
| Starfish                           | 20 giugno 1962             | JAMT (-11 ore)     | Isola Johnston, atollo Johnston | 0                  | Esplosione in alta atmosfera con missile, sviluppo di armamenti | W49             |         | [ 14 ] [ 15 ] [ 16 ] [ 17 ] | Primo tentativo del test Starfish, fallito per un problema al razzo vettore che fu fatto esplodere assieme alla testata nucleare 65 secondi dopo l'avvio del lancio senza che avvenisse alcuna detonazione nucleare.                                                                        |
| Starfish Prime                     | 9 luglio 1962, 09:00:09    | JAMT (-11 ore)     | Isola Johnston, atollo Johnston 16.73365°N 169.52534°W, da una quota di 3 m s.l.m.; Detonazione nei cieli dell'isola Johnston alle coordinate 16.46842°N 169.63008°W | N/A + 400100 m     | Esplosione in alta atmosfera con missile, sviluppo di armamenti | W49             | 1,4 Mt  | [ 14 ] [ 15 ] [ 16 ] [ 17 ] | Secondo tentativo del test Starfish. Rilasciò la potenza attesa ma un impulso elettromagnetico di intensità del tutto inaspettata che provocò danni anche a terra. La cintura di radiazioni generata dall'esplosione, che permase per mesi attorno al pianeta, danneggiò diversi satelliti. |
| Urraca (Cancellato)                | giugno 1962                | JAMT (-11 ore)     | Isola Johnston, atollo Johnston |                    | Esplosione in alta atmosfera con missile, sviluppo di armamenti |                 |         |                             | Previsto per giugno 1962, il test fu cancellato sull'onda di quanto osservato nel test Starfish Prime per paura di provocare danni ad astronauti e satelliti. |
| Bluegill Prime (Cancellato)        | 25 luglio 1962             | JAMT (-11 ore)     | Isola Johnston, atollo Johnston | 0                  | Esplosione in alta atmosfera con missile, sviluppo di armamenti | W50             |         | [ 14 ] [ 15 ] [ 16 ] [ 17 ] | Secondo tentativo del test Bluegill , fallito per un problema a una valvola del razzo vettore che fu fatto esplodere sulla rampa di lancio assieme alla testata nucleare, portando alla contaminazione del sito circostante, senza che avvenisse alcuna detonazione nucleare.               |
| Bluegill Double Prime (Cancellato) | 15 ottobre 1962            | JAMT (-11 ore)     | Isola Johnston, atollo Johnston | 0                  | Esplosione in alta atmosfera con missile, sviluppo di armamenti | W50             |         | [ 14 ] [ 15 ] [ 16 ] [ 17 ] | Terzo tentativo del test Bluegill , fallito per un problema del razzo vettore che fu fatto esplodere assieme alla testata nucleare pochi minuti dopo il lancio senza che avvenisse alcuna detonazione nucleare.                                                                             |
| Checkmate                          | 20 ottobre 1962, 08:30:00  | JAMT (-11 ore)     | Isola Johnston, atollo Johnston 16.73365°N 169.52534°W, da una quota di 3 m s.l.m.; Detonazione nei cieli dell'isola Johnston alle coordinate 16.07239°N 169.60997°W | N/A + 147300 m     | Esplosione in alta atmosfera con missile, sviluppo di armamenti | XW50X1, (-Y1 ?) | 10 kt   | [ 14 ] [ 15 ] [ 16 ] [ 17 ] | Fu il primo test dell'operazione a non utilizzare un Thor come razzo vettore, a cui fu infatti preferito uno XM-33 Strypi. |
| Bluegill Triple Prime              | 26 ottobre 1962, 09:59:48  | JAMT (-11 ore)     | Isola Johnston, atollo Johnston 16.73365°N 169.52534°W, da una quota di 3 m s.l.m.; Detonazione nei cieli dell'isola Johnston alle coordinate 16.41583°N 169.60311°W | N/A + 48320 m      | Esplosione in alta atmosfera con missile, sviluppo di armamenti | W50             | 200 kt  | [ 14 ] [ 15 ] [ 16 ] [ 17 ] | Quarto tentativo del test Bluegill , che questa volta ebbe successo. Fu simile ai test Adobe e Aztec dell'Operazione Dominic e al successivo test Kingfish. Due militari subirono danni alla retina che furono solo in parte recuperati.                                                    |
| Kingfish                           | 1º novembre 1962, 12:10:06 | JAMT (-11 ore)     | Isola Johnston, atollo Johnston 16.73365°N 169.52534°W, da una quota di 3 m s.l.m.; Detonazione nei cieli dell'isola Johnston alle coordinate 16.1135°N 169.68222°W  | N/A + 97240 m      | Esplosione in alta atmosfera con missile, sviluppo di armamenti | W50, -Y2 o Y3   | 200 kt  | [ 14 ] [ 15 ] [ 16 ] [ 17 ] | Fu simile ai test Adobe e Aztec dell'Operazione Dominic e al precedente test Bluegill Triple Prime. |
| Tightrope                          | 4 novembre 1962, 07:30:00  | JAMT (-11 ore)     | Isola Johnston, atollo Johnston 16.73365°N 169.52534°W, da una quota di 3 m s.l.m.; Detonazione nei cieli dell'isola Johnston alle coordinate 16.70742°N 169.54242°W | N/A + 21030 m      | Esplosione in alta atmosfera con missile, sviluppo di armamenti | W31             | 10 kt   | [ 14 ] [ 15 ] [ 16 ] [ 17 ] | Utilizzò per la prima volta un missile da difesa aerea Nike Hercules. Fu l'ultimo test nucleare atmosferico statunitense. |

1. ↑  Gli Stati Uniti d'America, la Francia e il Regno Unito chiamano ogni loro singolo test con un nome in codice, mentre Unione Sovietica e Cina, salvo rari casi, non lo fanno, quindi i loro test sono identificati solo da numeri. Un trattino seguito da un numero indica un membro di un test a salve.
2. ↑  Per convertire l'ora universale in ora locale, si deve aggiungere alla prima il numero tra parentesi.
3. ↑  Nome del luogo e corrispettive coordinate. Nel caso di test missilistici, viene indicato il luogo di lancio del missile prima del luogo della detonazione. Mentre alcune località possono essere indicate con sicurezza, nel caso, ad esempio, di esplosioni in alta atmosfera, le indicazioni possono essere piuttosto inaccurate.
4. ↑  Con "altitudine" si intende l'altezza rispetto al livello del mare del terreno posto direttamente sotto l'esplosione, mentre con "quota" si intende la distanza tra tale punto e l'esplosione. Nel caso di test missilistici, il livello del terreno è indicato con "N/A". L'assenza di numeri o altre indicazioni sta a significare che il valore è sconosciuto.
5. ↑  L'energia liberata espressa in chilotoni e megatoni.